# Spjutsbygd
Spjutsbygd est une localité de Suède dans la commune de Karlskronaen, dans le comté de Blekinge. En 2010, on y dénombre 383 habitants.